# Washir (distrikt)
Washir (persiska: واشیر) är ett distrikt i Afghanistan. Det ligger i provinsen Helmand, i den centrala delen av landet, 600 kilometer sydväst om huvudstaden Kabul.
Distriktet beräknades år 2022 ha cirka 30 000 invånare.